# Классик (велоспорт)

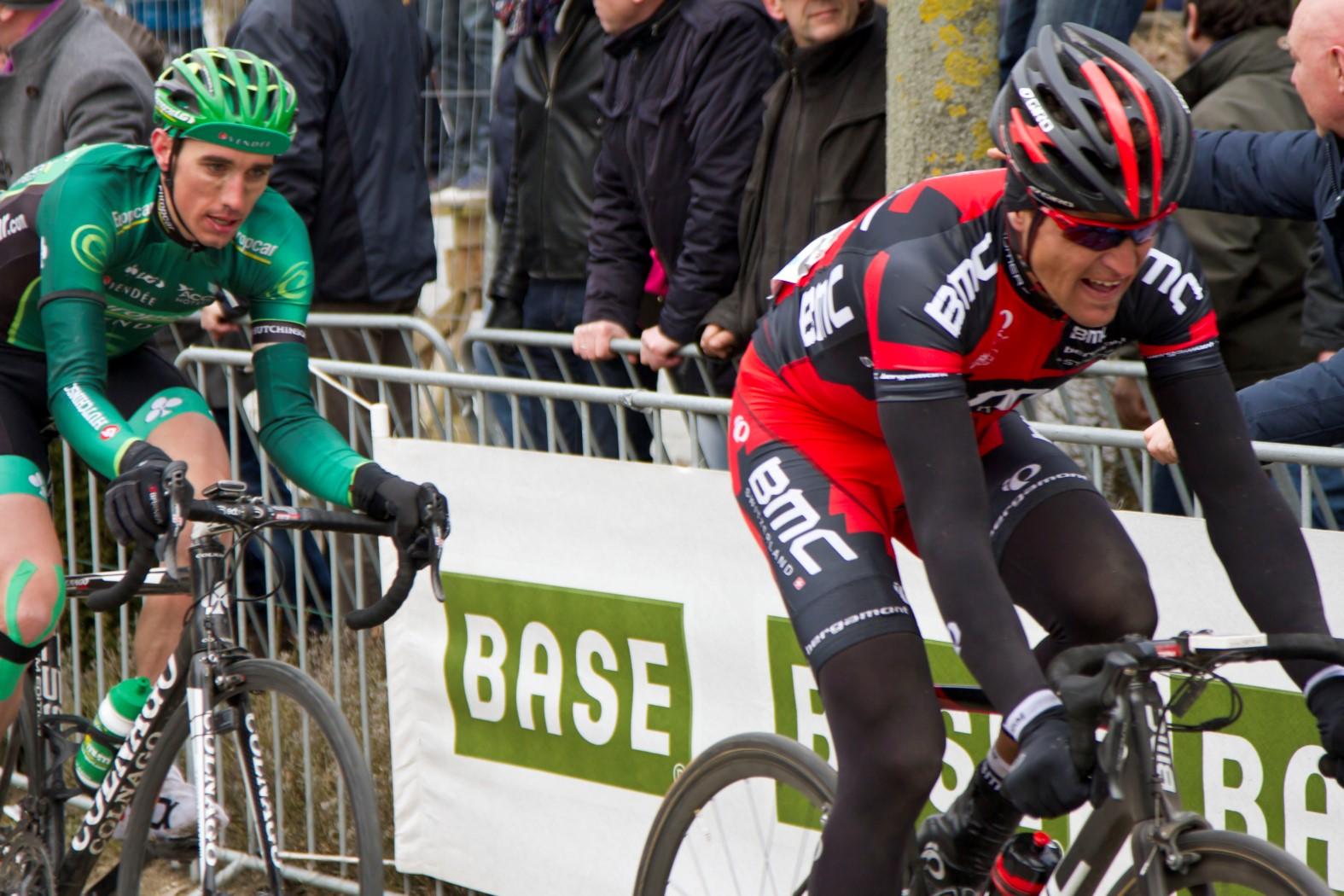
Классик Грег Ван Авермат (справа) на Туре Фландрии (2013 г.)

Классик — тип велогонщиков в шоссейном велоспорте, которые специализируются на преодолении рельефа с короткими, но крутыми подъёмами, обладают приличным индивидуальным ходом и навыком быстрой езды по брусчатке.

## Детали
Классики, как правило, относительно хорошо построены физически, с более широкими плечами и большими ногами, чем у среднестатистического профессионального велогонщика. Такое телосложение позволяет им успешно уходить от пелотона путём резкого ускорения, чаще всего, с помощью товарищей по команде.
Идеальными гонками для данной специализации гонщиков являются весенние классические однодневки. Они характеризуются наличием коротких подъёмов длиной от нескольких сотен метров до двух километров со средним градиентом 10-20 %, например, таких как Мюр де Юи на Флеш Валонь, Мюр ван Герардсберген на Туре Фландрии, Кеммельберг на Гент-Вевельгем и других. Однако, на гонках, где подъёмы более длинные (5-20 км.), классики намного менее эффективны и в большинстве случаев значительно уступают горнякам, даже несмотря на меньшие градиенты (5-10 %). Поэтому на многодневных гонках, где преобладают длинные подъемы, таких велогонщиков используют в качестве грегори для лидеров команд, отправляют в отрывы или атаки с целью вынуждения соперников их закрывать и таким образом израсходовать энергию.
Некоторые успешные классики, например, такие как Том Бонен и Петер Саган обладают хорошим спринтом и время от времени выигрывают спринтерские этапы на многодневках, хотя и уступают в этой дисциплине «чистым» спринтерам типа Марка Кавендиша или Андре Грайпеля.
Многие классики в прошлом занимались маунтинбайком.

## Известные классики
| - Грег Ван Авермат - Том Бонен - Паоло Беттини | - Саймон Герранс - Петер Саган - Филипп Жильбер |